# Peter Wolf
Peter Wolf, pseudonimo di Peter Blankfield (New York, 7 marzo 1946), è un cantante statunitense.

## Carriera
Dal 1967 al 1983 (con alcune reunion negli anni '90 e 2000) è stato il vocalist del gruppo rock The J. Geils Band.
Nel 1984 ha pubblicato il suo primo album in studio da solista, intitolato Lights Out e coprodotto da Michael Jonzun.
Nel suo album del 2002 Sleepless collaborano tra gli altri Mick Jagger, Keith Richards e Steve Earle.
Nel 2010 pubblica Midnight Souvenirs, che contiene otto tracce coscritte da Will Jennings. A questo disco partecipano Shelby Lynne, Neko Case e Merle Haggard.

## Vita privata
Dal 1974 al 1978 è stato sposato con l'attrice Faye Dunaway. I due hanno divorziato nel 1979.

## Discografia
- 1984 - Lights Out
- 1987 - Come as You Are
- 1990 - Up to No Good
- 1996 - Long Line
- 1998 - Fool's Parade
- 2002 - Sleepless
- 2010 - Midnight Souvenirs
- 2016 - A Cure for Loneliness